# Junk Mail
Junk Mail (Noorse titel: Budbringeren) is een Noorse komische film uit 1997 onder regie van Pål Sletaune.

## Verhaal
Een postbode leest de brieven die hij zou moeten rondbrengen. Hij raakt zo betrokken bij het leven van een doof meisje. Als ze per ongeluk haar sleutels vergeet, gaat hij in haar flat rondkijken.

## Rolbezetting
Hoofdpersonages:
| Acteur           | Personage          |
| ---------------- | ------------------ |
| Robert Skjærstad | Roy Amundsen       |
| Andrine Sæther   | Line Groberg       |
| Per Egil Aske    | Georg Rheinhardsen |